# Привольное (Николаевская область)
Привольное (укр. Привільне) — село в Баштанском районе Николаевской области Украины.
Основано в 1673 году. Население по переписи 2001 года составляло 2659 человек. Почтовый индекс — 56131. Телефонный код — 5158. Занимает площадь 9 км².

## Местный совет
56130, Николаевская обл., Баштанский р-н, с. Привольное, ул. Победы, 259

## Известные люди
В селе родился Пегов, Григорий Иванович — Герой Советского Союза.